# NGC 5231
NGC 5231 (другие обозначения — UGC 8574, MCG 1-35-11, ZWG 45.34, IRAS13332+0315, PGC 47953) — спиральная галактика с перемычкой (SBa) в созвездии Дева.
Этот объект входит в число перечисленных в оригинальной редакции «Нового общего каталога».